# Joan Garcés i Queralt
Joan Garcés i Queralt (Benifairó de les Valls, 18 d'abril de 1914 - Faura, 9 de desembre de 2014) fou un director de banda valencià. Dirigí, entre d'altres, la banda Unió Musical de Llíria, la Lira Saguntina, la Banda Municipal de Castelló de la Plana i la Banda Municipal de València. Fou el germà petit del compositor Vicent Garcés i Queralt.

## Biografia
El 18 d'abril de 1914 va néixer a Benifairó de les Valls, comarca del Camp de Morvedre. Va estudiar al Conservatori Superior de Música de València, on va ser premiat durant tota la seva trajectòria acadèmica en diverses disciplines, com piano, composició i orquestració. Entre els seus professors destaquen Manuel Palau i Leopold Querol.
Durant una llarga estada a Madrid va rebre els ensenyaments de Bartolomé Pérez Casas, Luís de Freitas Branco i Mengelberg. El 1949 va obtenir una pensió de direcció musical de la Diputació de València, la qual cosa li va permetre ampliar els seus coneixements a París.
La seva activitat professional va girar entorn del món de les bandes. El 1944 començà la seva activitat com a director a la Unió Musical de Llíria, passant per la Lira Saguntina el 1953 i el 1955 per la Banda Municipal de Castelló de la Plana. Destacà la seva pertinença al Cos Nacional de Directors de Bandes de Música Civils d'Espanya en la seva primera categoria. A la Banda Municipal de València va romandre de 1983 a 1987, havent estat director en funcions entre 1963 i 1964.
Va col·laborar amb altres formacions de prestigi en l'àmbit nacional, com l'orquestra del Gran Teatre del Liceu de Barcelona (1963-1964) o la Coral Polifònica Valentina, amb la qual va estrenar, en versió per a banda, la Novena Simfonia de Beethoven el 1961.
El 2006  va obtenir el seu primer rècord Guinness per haver assolit la carrera més llarga de treball com a director de bandes civils, ni més ni menys que 67 anys, dirigint en un concert de la Banda Municipal de Castelló de la Plana el 21 d’abril.
El 2011 va aconseguir el seu segon rècord Guinness com a director amb la carrera més llarga, al dirigir en un concert de la Banda Unió Musical de LLiria el 4 de setembre del 2010.
El 2012 va aconseguir revalidar el títol i obtenir el seu tercer Guinness dirigint en un concert la Jove Banda Simfònica de la Federació de Societats Musicals de la Comunitat Valenciana (FSMCV) al Palau de la Música de València, el 12 d'octobre del 2012.
Finalment, el 2014 li va ser atorgat el seu quart record Guinness com al director més longeu del mon, al dirigir la Banda Municipal de Castelló de la Plana en un concert a la Sala Simfònica de l'Auditori i Palau de Congressos de Castellό, el 23 de febrer del 2014, a la edat de 99 anys i 311 dies.
Morí el 9 de desembre de 2014 a Faura, a la comarca del Camp de Morvedre, poble on residí els seus darrers anys.

## Premis i reconeixements
- El 1957 va rebre la batuta d'or de l'Ajuntament de Castelló de la Plana.[cal citació]
- El 1960 fou nomenat Director Honorari de la banda Societat Joventut Musical de Faura.[cal citació]
- El 1961 va rebre un homenatge de la Unió Musical de Llíria.[cal citació]
- El 2002 fou nomenat Director d'Honor de la Societat Joventut Musical  de Quart de les Valls.[cal citació]
- El 2004 fou nomenat Fill Adoptiu de la ciutat de València.[cal citació]
- El 2005 fou nomenat Director d'Honor de la banda simfònica Unió Musical de Llíria.[cal citació]
- El 2006 va rebre el rècord Guinness a la carrera més llarga de director de bandes civils.[cal citació]
- El 2008 va rebre el Premi Lluís Guarner.[10]
- El 2011 i el 2012 va rebre el segon i tercer rècords Guinness que li revaliden com el director amb la carrera més llarga als seus 97 [11] i 98 anys.[7]
- El 2014 va rebre el quart rècord Guinness com el director més longeu del mon, als 99 anys, 10 mesos i 5 dies[8].